# Барга (коммуна)
Ба́рга (итал. Barga) — коммуна в Италии, располагается в регионе Тоскана, в провинции Лукка.
Население составляет 10 186 человек (2008 г.), плотность населения составляет 153 чел./км². Занимает площадь 67 км². Почтовый индекс — 55051. Телефонный код — 0583.
Покровителем коммуны почитается святой Христофор, празднование 25 июля. В Барге сооружён Собор Святого Христофора в романском стиле, в котором обнаружена загадочная надпись, идентичная Пизанской надписи.

## Демография
Динамика населения:

## Администрация коммуны
- Официальный сайт: http://www.barganews.com/